# Новая Деревня (Иркутская область)
Но́вая Дере́вня — деревня в Тулунском районе Иркутской области России. Входит в состав Мугунского муниципального образования.

## География
Деревня находится на расстоянии примерно 4 км к западу от города Тулун, административного центра района.

## Население
| 2002 | 2010 | 2011 | 2012 |
| ---- | ---- | ---- | ---- |
| 74   | ↗84  | →84  | ↘83  |

### Половой состав
По данным Всероссийской переписи, в 2010 году в деревне проживали 84 человека (47 мужчин и 37 женщин).